# Civitas Schinesghe

Pravděpodobný rozsah státu Měška I. a Boleslava Chrabrého v roce 1000.

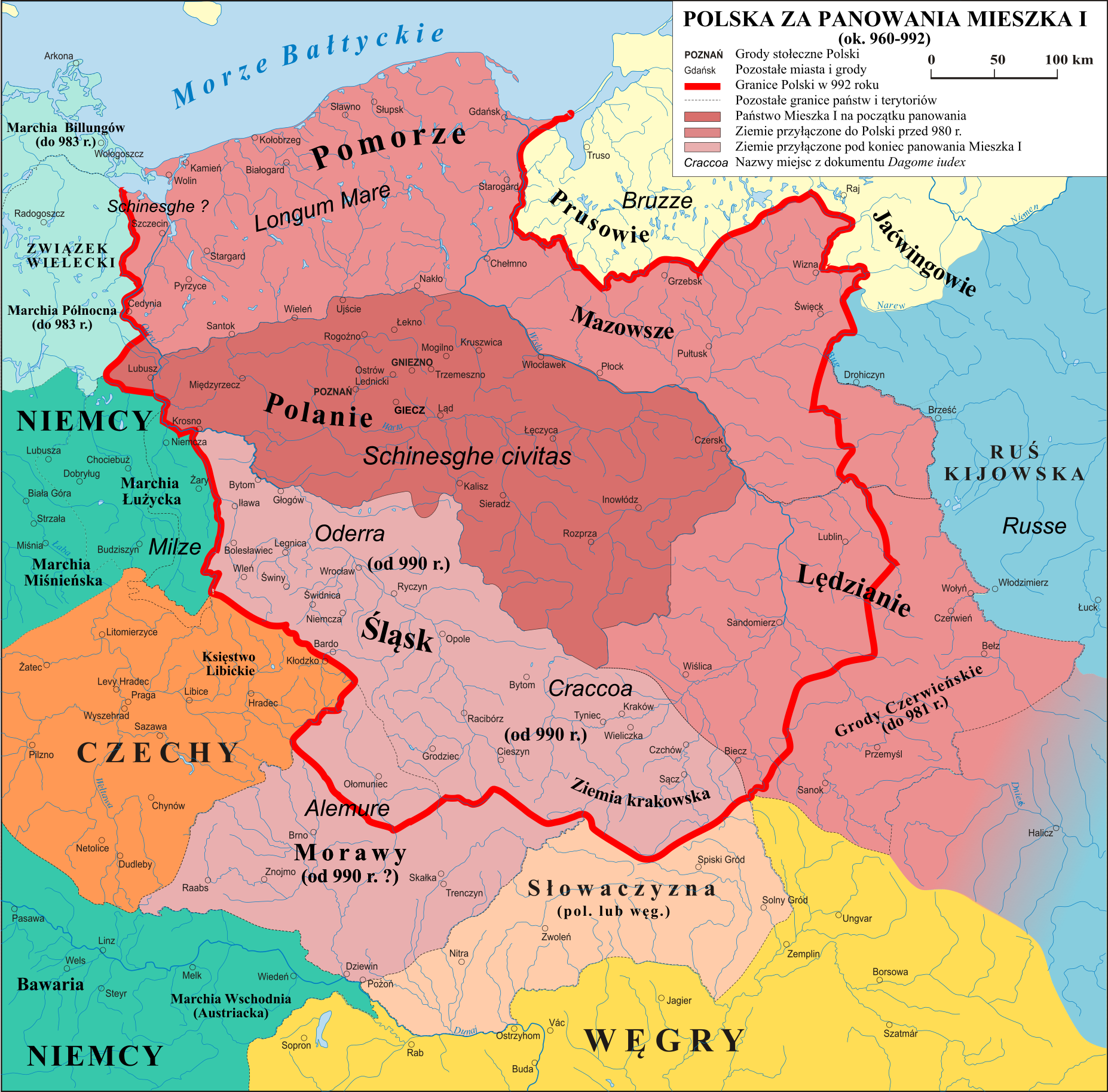
Stát Měška I. s možnou polohou míst zmíněných v dokumentu Dagome iudex.

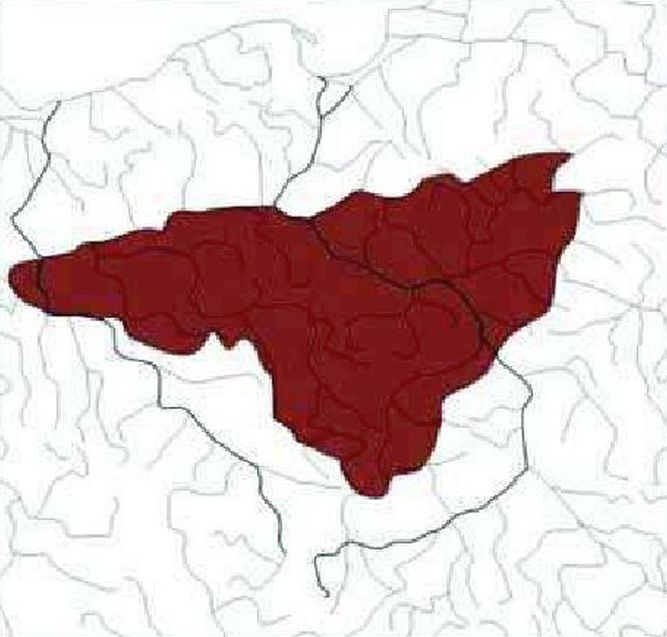
Pravděpodobný rozsah státu Měška I. kolem roku 960

Civitas Schinesghe je latinský název Polska, repektive oblastí na území dnešního polského státu. 

## Popis
Jedná se o první oficiálně zaznamenaný název státu knížete Měška I. z let 991/992. Tento název byl použit v dokumentu Dagome iudex, nejstarším známém úředním dokumentu z polského území. V tomto latinsky psaném dokumentu kníže Měšek umístil svůj stát pod papežskou ochranu. 
Podle Dagome iudex mělo „Państwo Gnieźnieńskie” - „Hnězdenský stát“ zahrnovat území dnešního Pomořanska a země Polanů, Kujavců, Mazovců a Lenďanů, zatímco za jeho územím se nacházela Červenská města, Krakovská zem, Morava, jižní část Slezska (mezi Odrou a Sudety), Milsko a Lužice, které k Polsku připojil kníže Boleslav I. Chrabrý.

### Text dokumentu
Item in alio tomo sub Iohanne XV papa Dagome iudex et Ote senatrix et filii eorum: Misicam et Lambertus – nescio cuius gentis homines, puto autem Sardos fuisse, quoniam ipsi a IIII iudicibus reguntur – leguntur beato Petro contulisse unam civitatem in integro, que vocatur Schinesghe, cum omnibus suis pertinentiis infra hos affines, sicuti incipit a primo latere longum mare, fine Bruzze usque in locum, qui dicitur Russe et fines Russe extendente usque in Craccoa et ab ipsa Craccoa usque ad flumen Oddere recte in locum, qui dicitur Alemure, et ab ipsa Alemura usque in terram Milze recte intra Oddere et exinde ducente iuxta flumen Oddera usque in predictam civitatem Schinesghe.
Dagome iudex

## Hranice státu Mieszka I.
Referenční body, pomocí kterých lze vymezit hranice státu Měška I.:
- Schinesghe / Schniesghee / Schignesne / Schniesche / Schinesne / Schinesgne (Hnězdno nebo Štětín);
- Baltské moře (longum mare), pravděpodobně v gdaňské části nebo pobřeží od Štětína po Gdaňsk (Gyddanyzc);
- Prusko (Bruzze / Pruzze / Przze);
- Rus (Russe / Russae);
- Krakov – Krakovská země (Craccoa / Raccoa / Graccoa / Cracoa);
- řeka Odra (Oddera / Oddere flumen);
- Alemure (Morava nebo Moravská Olomouc, příp. Oława);
- Milze / Mulze – území Milčanů (lužického kmene s městem Budyšín), tzv. Milsko.